# Episodi de La legge di Burke (serie televisiva 1963) (terza stagione)
La terza stagione della serie televisiva La legge di Burke (Burke's Law) è andata in onda negli Stati Uniti dal 15 settembre 1965 al 12 gennaio 1966 sulla ABC.
| nº | Titolo originale                                           | Prima TV USA      | Titolo italiano | Prima TV Italia |
| -- | ---------------------------------------------------------- | ----------------- | --------------- | --------------- |
| 1  | Balance of Terror                                          | 15 settembre 1965 |                 |                 |
| 2  | Operation Long Shadow                                      | 22 settembre 1965 |                 |                 |
| 3  | Steam Heat                                                 | 29 settembre 1965 |                 |                 |
| 4  | Password to Death                                          | 6 ottobre 1965    |                 |                 |
| 5  | The Man with the Power                                     | 13 ottobre 1965   |                 |                 |
| 6  | Nightmare in the Sun                                       | 20 ottobre 1965   |                 |                 |
| 7  | The Prisoners of Mr. Sin                                   | 27 ottobre 1965   |                 |                 |
| 8  | Peace, It's a Gasser                                       | 3 novembre 1965   |                 |                 |
| 9  | The Weapon                                                 | 10 novembre 1965  |                 |                 |
| 10 | Deadlier Than the Male                                     | 17 novembre 1965  |                 |                 |
| 11 | Whatever Happened to Adriana, and Why Won't She Stay Dead? | 1º dicembre 1965  |                 |                 |
| 12 | The Man's Men                                              | 8 dicembre 1965   |                 |                 |
| 13 | Or No Tomorrow                                             | 15 dicembre 1965  |                 |                 |
| 14 | A Little Gift for Cairo                                    | 22 dicembre 1965  |                 |                 |
| 15 | A Very Important Russian is Missing                        | 29 dicembre 1965  |                 |                 |
| 16 | Terror in a Tiny Town (1)                                  | 5 gennaio 1966    |                 |                 |
| 17 | Terror in a Tiny Town (2)                                  | 12 gennaio 1966   |                 |                 |

## Balance of Terror
- Prima televisiva: 15 settembre 1965
- Diretto da: Murray Golden
- Scritto da: Robert Buckner

### Trama
- Guest star: Carl Benton Reid (uomo), Lawrence Montaigne (Franz Werner), Michael St. Clair (Volkers), Christopher Riordan (Spy), Arthur Batanides (Spaniard), Lynette Bernay (Theresa Rao), Michele Carey (Bianca Andrade), Susanne Cramer (Elsa Werner), Will Kuluva (generale Edrego Barrata), Peter Mamakos (Carlos Delgado), Theodore Marcuse (Hugo Sihler), Gerald Mohr (Paul Schreiner), Ben Wright (Alan Rycroft)

## Operation Long Shadow
- Prima televisiva: 22 settembre 1965
- Diretto da: Don Taylor
- Scritto da: William H. Wright, Albert Beich

### Trama
- Guest star: Bartlett Robinson (ospite festa), Christopher Riordan (ospite festa), Dan Tobin (Homer Franklin), Jacques Roux (Gilbert), Francesca Bellini (Claire Pluvier), Antoinette Bower (contessa Anna Marie Mouton), Dick Caruso (conducente), Maurice Dallimore (Englishman), Rosemary DeCamp (Mrs. Franklin), Guy De Vestel (Pierre), Berry Kroeger (generale Henri Zachron), Than Wyenn (Mohammed Bassah)

## Steam Heat
- Prima televisiva: 29 settembre 1965
- Diretto da: Virgil Vogel
- Scritto da: Marc Brandel

### Trama
- Guest star: Jack Lambert (Charlie 'The Arm' Segar), Joan Huntington (Victoria Rose), Madlyn Rhue (Manicurist), Nehemiah Persoff (Albert Indigo, 'Mr. I'), James Best (Tucson, 'The Cowboy'), George Greco (Jojo), Kipp Hamilton (Silkie), Jonathan Hole (Digby), John Hoyt (Otto Veidt), Jane Wald (Ursula Prince)

## Password to Death
- Prima televisiva: 6 ottobre 1965
- Scritto da: Marc Brandel

### Trama
- Guest star: Michael Pate (Kauffman), Patrick O'Moore (generale Pierce-Rivers), Joseph Ruskin (Sir Tristan Voss), Lisa Pera (Ana), Brendan Dillon (Kossler), Horst Ebersberg (Max), Bill Glover (capitano Aldington), Martin Kosleck (Basalon), Sharyl Locke (Pat), Janette Scott (Jennifer Robbins)

## The Man with the Power
- Prima televisiva: 13 ottobre 1965
- Diretto da: Murray Golden
- Scritto da: Stuart Jerome

### Trama
- Guest star: Leslie Perkins (Maggie), Lisa Pera (Heidi Schaefer), Ilze Taurins (Paula Andress), Albert Szabo (Weiss), John Abbott (Conrad Jaeger), E. J. Andre (dottor Brenner), Herb Andress (Ehrberg), Fred Beir (Tony Scott), Horst Ebersberg (Batton), Steven Geray (dottor Alexis Crystal), Thomas Gomez (Herr Otto Kraus), Ivan Triesault (Wexler)

## Nightmare in the Sun
- Prima televisiva: 20 ottobre 1965
- Diretto da: James Goldstone
- Scritto da: Tony Barrett

### Trama
- Guest star: Nico Minardos (Pepe Delgado), Larry D. Mann (assistente di Maximillian Darvas), Nadia Sanders (commessa), Alex Montoya (Paco), Jan Arvan (Barman), Edward Asner (Pablo Vasquez), Mari Blanchard (Mrs. Vasquez), Elisha Cook, Jr. (John Wyatt), George Keymas (Arturo), Barbara Luna (Consuelo Menardez, 'La Tigra'), Joan Staley (Chrissie Keller)

## The Prisoners of Mr. Sin
- Prima televisiva: 27 ottobre 1965
- Diretto da: John Peyser
- Scritto da: Marc Brandel, Gilbert Ralston

### Trama
- Guest star: Mako (Happy Tuava), Leonid Kinskey (Juan Bagulesco), France Nuyen (Zeeni), Margaret Muse (Lady Constance Albion), Greta Chi (Kara, Chen), Robert Cornthwaite (dottor Waldo Bannister), Michael Dunn (Mr. Sin), Fuji (Mr. Chen), J. Pat O'Malley (Flynn)

## Peace, It's a Gasser
- Prima televisiva: 3 novembre 1965
- Diretto da: James Goldstone
- Scritto da: Palmer Thompson

### Trama
- Guest star: Jim Secrest (caporale Willis), Carl Benton Reid (uomo), Larry Thor (Brigadier General Corning), Robert Sorrells (caporale MacIver), Brooke Bundy (Suzanne 'Suzie' Winters), Paul Carr (segretario/a di Paul Starke), Jill Hill (Emily), Richard Hoyt (Jeff Clay), Henry Jones (Harrison Quentin Filmore), Ruta Lee (Margot Davis), Deanna Lund (Brigadier General Corning), Hal Lynch (capitano), David Winters (Special Agent James Martin)

## The Weapon
- Prima televisiva: 10 novembre 1965
- Scritto da: Tony Barrett

### Trama
- Guest star: Louis Mercier (Duprez), Elisa Ingram (Inga Ernst), David Sheiner (Alexander Szabo), Jack Perkins (Janos), Richard Angarola (Anton Povlanyi), Dyan Cannon (Francesca Szabo), Max Dommar (Perineau), Bernard Fox (colonnello Drummond), James Frawley (Lucien Garth), Jason Wingreen (Gunter Ernst)

## Deadlier Than the Male
- Prima televisiva: 17 novembre 1965
- Diretto da: John Peyser
- Scritto da: William H. Wright, Albert Beich

### Trama
- Guest star: Arnold Moss (generale Cabrial), Paul Micale (ammiraglio Aravelo), Nestor Paiva (dottor Gonzales), Felice Orlandi (capitano Luzardo), Ian Abercrombie (Haberdasher), Julie Adams (Carla Cabrial), Alan Caillou (Jameson Willoughby), Roberto Contreras (generale Salazar), Nacho Galindo (dottor Torres), Lisa Gaye (Florita Mendoza), Aliza Gur (Carmen), Richard Loo (Grass Slipper), Lisa Seagram (principessa)

## Whatever Happened to Adriana, and Why Won't She Stay Dead?
- Prima televisiva: 1º dicembre 1965
- Diretto da: Seymour Robbie
- Scritto da: Warren Duff

### Trama
- Guest star: Jocelyn Lane (Angelina Brascio / Adriana Montaigne), Rodolfo Hoyos, Jr. (colonnello Metaxa), Albert Paulsen (James Gunnar Ketterback), Joan Patrick (Lola Redmond), Richard Angarola (colonnello Lashi), Lee Delano (Aide), John Hale (Bodyguard), Sandra Harrison (infermiera), Sandra Williams (Tag)

## The Man's Men
- Prima televisiva: 8 dicembre 1965
- Diretto da: Jerry Hopper

### Trama
- Guest star: Clinton Sundberg (Charles), Bartlett Robinson (Ralph Benbow), Lincoln Tate (Peterson), Kit Smythe (Louise Hovey), Nancy Gates (Sylvia Kellogg), Vaughn Taylor (Mr. Moody), Norman Alden (Mark Hodges), Louis Quinn (Hank Cassidy), Carl Benton Reid (uomo), Whit Bissell (dottor David Freestone), Army Archerd (White House Press Secretary)

Albert Beich

## Or No Tomorrow
- Prima televisiva: 15 dicembre 1965

### Trama
- Guest star: Thomas Nello (Jacobus), Gloria Manon (Rosana), Milton Parsons (T. Mena), Eileen O'Neill (Betty Hamilton), Lee Bergere (Prince Dana Ransputa), Anthony Eustrel (esercente dell'hotel), John Holland (Morris Glendon), Abbe Lane (Tashua Amil), Ziva Rodann (principessa Dana Ransputa)

## A Little Gift for Cairo
- Prima televisiva: 22 dicembre 1965

### Trama
- Guest star: Fernando Roca (Santos), Ariane Quinn (Jasmine Delleef), Natividad Vacio (Bootmaker), Rick Traeger (Karoum), Jan Arvan (Maitre'd), Rico Cattani (Rachid), Paul Genge (Van Zandt), Jeanette Nolan (Agatha Carruthers), Ron Whelan (Sheik Farid)

## A Very Important Russian is Missing
- Prima televisiva: 29 dicembre 1965

### Trama
- Guest star: Phyllis Newman (Comrade Alexia Salov), Madeleine Taylor Holmes (Miss Halisch), Nina Shipman (Felicia Knight), David Renard (Ernst), Ben Astar (Eric Knight), Parley Baer (colonnello Pavlov Popoff), Marvin Brody (Warner Kurtz), James Drake (Bergdorff), Jamie Farr (Zava), Donald Harron (Paul Kimbrell), John Zaccaro (Maitre'd)

## Terror in a Tiny Town (1)
- Prima televisiva: 5 gennaio 1966

### Trama
- Guest star: Troy Melton (Taylor), Kevin McCarthy (Bill Adams), Patricia Owens (Sharon O'Brien), Robert Middleton (Jed Hawkes), Harry Basch (Harlan O'Brien), James Edwards (John Norton), Don Haggerty (poliziotto), Skip Homeier (Paul Lynnaker), Joan Huntington (Joan Lynnaker), Monica Keating (Ruth), Lynn Loring (Ann Rogers / Anna Rodriguez), John Qualen (Richard Prince)

## Terror in a Tiny Town (2)
- Prima televisiva: 12 gennaio 1966

### Trama
- Guest star: Patricia Owens (Sharon O'Brien), Robert Middleton (Jed Hawkes), John Qualen (Richard Prince), Richard Poston (guardia), Harry Basch (Harlan O'Brien), Martin Blaine (Wilson), James Edwards (John Norton), Don Haggerty (poliziotto), Skip Homeier (Paul Lynnaker), Joan Huntington (Joan Lynnaker), Monica Keating (Ruth), Lynn Loring (Ann Rogers / Anna Rodriguez), Kevin McCarthy (Bill Adams), Troy Melton (Taylor), Paul Sorenson (poliziotto)